# Maria Ida Germontani
Maria Ida Germontani (Merate, 19 agosto 1945) è una politica italiana.

## Biografia
Laureata in giurisprudenza all'Università degli Studi di Milano, è giurista d'impresa.
Si affaccia alla politica nelle elezioni amministrative del 1993 avvicinandosi alla Lega Nord. Per la Lega (che si presenta nel centro e sud sotto il nome di Lega Italia Federale) è candidata come sindaco nella città di Roma contro Francesco Rutelli e Gianfranco Fini: la lista raccoglie circa l'1% e non risulta eletta in consiglio comunale.
Nel 2006 è eletta alla Camera dei deputati per Alleanza Nazionale in Emilia-Romagna. È membro della VI Commissione (Finanze). Dal giugno del 2007 è iscritta alla Federazione Provinciale di Reggio Emilia, presieduta da Tommaso Lombardini: è il primo parlamentare nella storia della destra reggiana.
Nel 2008 è rieletta al Senato della Repubblica per il Popolo della libertà. Nel 2010, seguito dello scontro politico tra Gianfranco Fini e Silvio Berlusconi, lascia il PdL e aderisce a Futuro e Libertà per l'Italia, gruppo parlamentare vicino a Fini di cui diviene vice capogruppo vicario. Dopo l'abbandono di alcuni senatori di FLI e lo scioglimento del gruppo al Senato fonda insieme ai senatori del ApI di Francesco Rutelli il nuovo gruppo Per il Terzo Polo di cui è tesoriere. Non è ricandidata alle elezioni politiche del 2013 ma aderisce a Scelta Civica di Mario Monti.
Nel 2016 aderisce a Identità e Azione, partito di centro-destra fondato da Gaetano Quagliariello.
Alle elezioni regionali in Lombardia del 2018 è candidata consigliere nella lista Fontana Presidente nella circoscrizione di Brescia e ottiene 71 preferenze senza però essere eletta.
Promotrice del primo Dl. sull’educazione finanziaria, ha continuato ininterrottamente il suo impegno per contrastare le diseguaglianze economiche e sociali organizzando innumerevoli convegni in Parlamento.
Dal 2022 torna in Forza Italia.